# Піріта (район)
Піріта (ест. Pirita) — район Таллінна, столиці Естонії.
Піріта, як і Нимме, вважається одним з найпрестижніших районів Таллінна, зокрема тому, що тут відсутні великі виробничі об'єкти і переважають особняки.

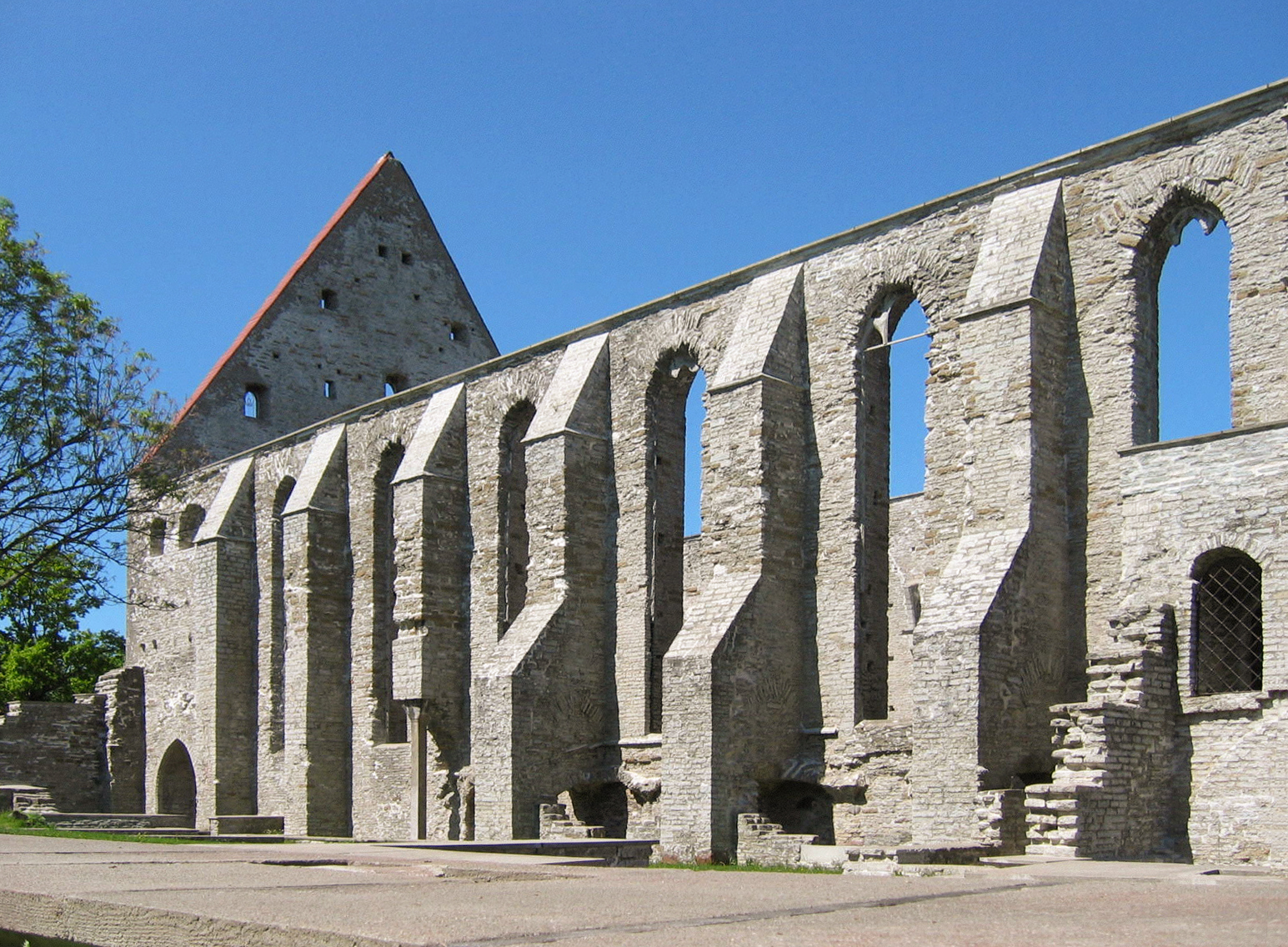
Руїни Монастиря Святої Брігітти

Тут знаходяться руїни середньовічного монастиря Святої Брігітти, та побудовані до XXII Московскої Олімпіади телевежа (висота 314 м) і Талліннський Олімпійський центр вітрильного спорту. Долина річки Піріта є заповідною з 1957 року.

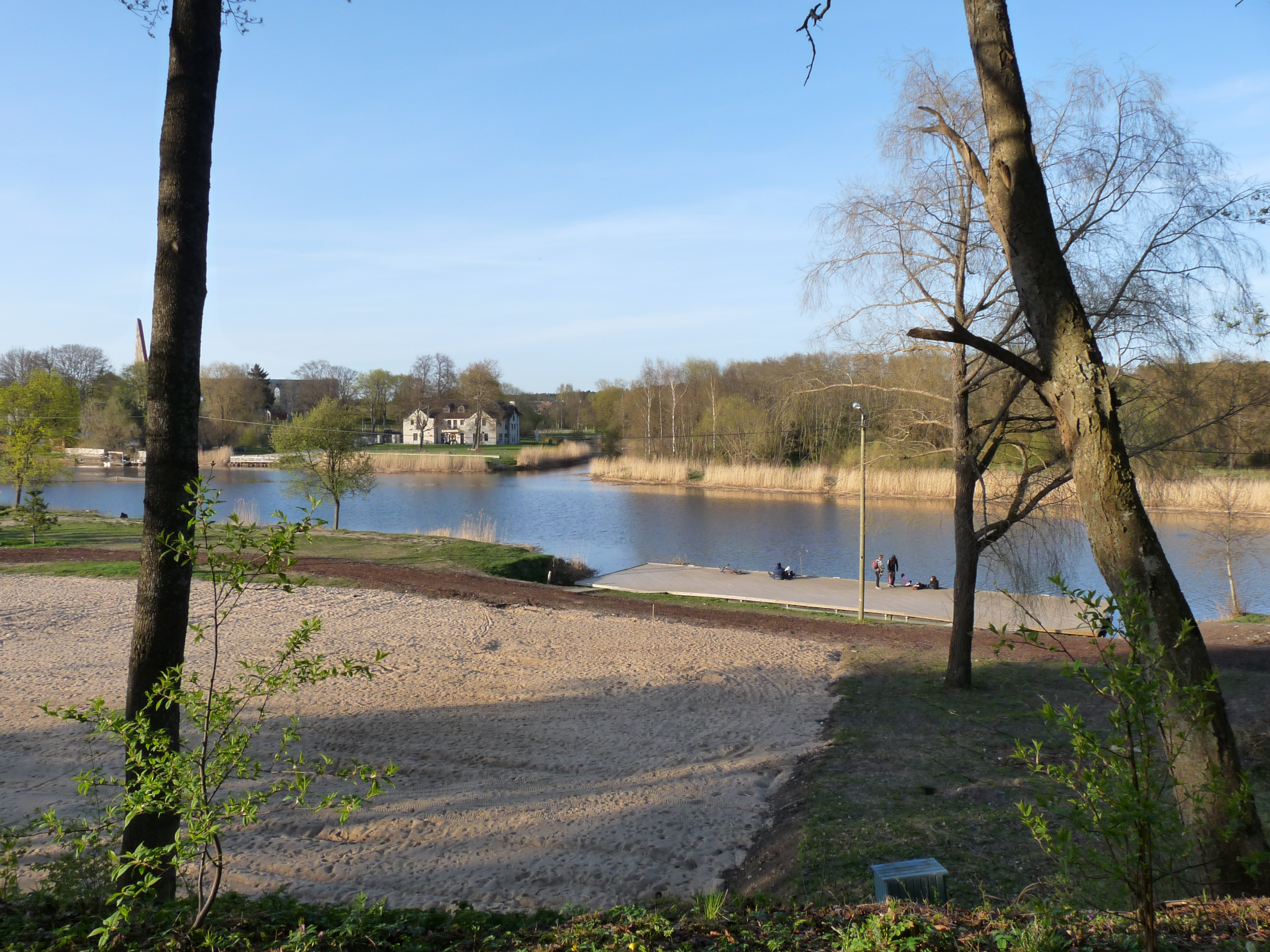
Вид на річку Піріта з Талліннського велодрому

Улітку морський пляж Піріта є популярним місцем серед талліннців, у хорошу погоду на пляжі щоденно відпочиває до 23 000 чоловік.

## Мікрорайони
- Іру
- Клоострімеца
- Козе
- Лайакюла
- Лепіку
- Маарьямяе
- Мерівялья
- Мяге
- Піріта